# 위턱신경
신경해부학에서 위턱신경(maxillary nerve, V2) 또는 상악신경(上顎神經)은 제5뇌신경인 삼차신경의 세 가지 중 하나이다. 위턱뼈, 비강, 부비동, 입천장, 얼굴 중간 부위의 감각을 전달한다. 크기와 위치 모두 다른 삼차신경의 가지들인 눈신경과 아래턱신경의 중간이다.

## 구조
위턱신경은 삼차신경절의 중간에서 납작한 그물 모양 띠로 시작하여 해면정맥굴의 가쪽 벽을 따라 지나간다. 그 후 원형구멍을 통해 머리뼈를 빠져나가 형태가 원통에 가까워지고 질감도 보다 딱딱해진다. 원형구멍을 떠난 후에는 날개입천장신경절로 두 개의 가지들을 낸다. 그 후 날개입천장오목을 가로질러 위턱뼈 뒤쪽에서 가쪽으로 올라간다. 이후 아래눈확틈새를 통해 눈확으로 들어간다. 눈확의 바닥을 따라 앞쪽으로 주행하는 위턱신경은 처음에는 눈확아래고랑을 지나고, 눈확의 뼈막 바깥쪽에 남은 채로 눈확아래관으로 지나간다. 눈확아래구멍을 통해 나온 위턱신경은 아래눈꺼풀가지, 가쪽코가지, 윗입술가지로 나누어지며 끝난다.
위턱동맥의 눈확아래가지와 동반하는 정맥이 위턱신경과 함께 주행한다. 

### 가지
위턱신경의 가지들은 어디서 갈라져 나오는지에 따라 네 그룹으로 나눌 수 있다.
머리뼈 안에서
- 뇌막의 중간뇌막신경

날개입천장오목 안에서
- 광대신경이 아래눈확틈새를 통해 나오며, 광대신경에서 광대관자신경, 광대얼굴신경이라는 가지가 나온다.
- 코입천장신경은 나비입천장구멍을 통해 나온다.
- 뒤위이틀신경
- 큰입천장신경, 작은입천장신경
- 인두신경

눈확아래관에서
- 중간위이틀신경
- 앞위이틀신경
- 눈확아래신경

얼굴에서
- 아래눈꺼풀신경
- 윗입술신경
- 가쪽코신경 (lateral nasal nerve)

## 기능
위턱신경은 얼굴에 피부가지들을 낸다. 또한 부교감신경계의 신경절 이전 섬유(나비입천장신경)와 신경절 이후 섬유(광대신경, 큰입천장신경, 아래입천장신경, 코입천장신경)를 날개입천장신경절로부터, 또는 날개입천장신경절로 운반한다.

## 추가 이미지

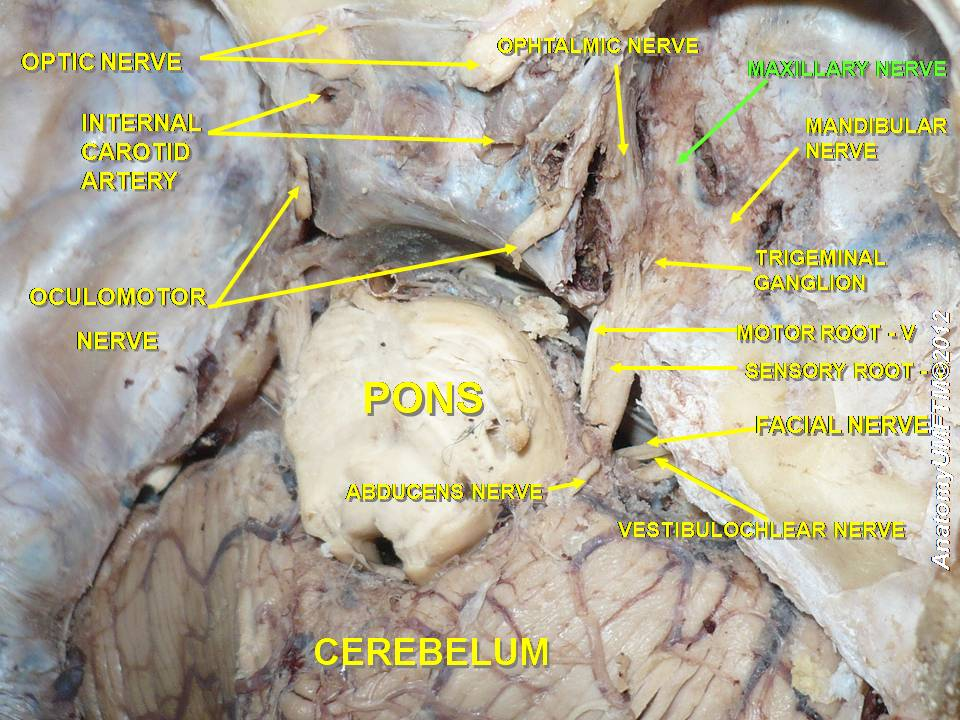
위턱신경

## 같이 보기
- 뇌신경

- 삼차신경

- 눈신경
- 아래턱신경

## 참고 문헌
이 문서는 현재 퍼블릭 도메인에 속하는 그레이 해부학 제20판(1918) page 889의 내용을 기초로 작성된 글이 포함되어 있습니다.
1. ↑  Monkhouse, Stanley (2006)., page 5, Table 1.1 - "Synopsis of cranial nerves"
2. ↑  Illustrated Anatomy of the Head and Neck, Fehrenbach and Herring, Elsevier, 2012, page 180